# 조너선 프라이스
조너선 프라이스 경(영어: Sir Jonathan Pryce, CBE, 1947년 6월 1일 ~ )은 영국 웨일스의 배우이다.

## 주요 출연 작품
- 007 네버 다이 - 엘리엇 카버 역
- 캐리비안의 해적: 블랙 펄의 저주 - 웨더비 스완 총독 역
- 캐리비안의 해적: 망자의 함 - 웨더비 스완 총독 역
- 캐리비안의 해적: 세상의 끝에서 - 웨더비 스완 총독 역
- 그림 형제: 마르바덴 숲의 전설 - 델러톰브 장군 역
- 언컨디셔널 러브 - 빅터 폭스 역
- 찰스 디킨스의 비밀 서재 - 존 디킨스 역
- 더 와이프 - 조셉 캐슬먼 역
- 돈키호테를 죽인 남자 - 돈키호테 역
- 왕좌의 게임 - 하이 스패로우 역
- 두 교황 - 교황 프란치스코 역
- 스크루지: 크리스마스 캐럴 - 제이콥 말리 역 (목소리)

## 서훈
- 2009년 3등급 대영 제국 훈장(CBE) 수훈[2]
- 2021년 기사작위(Knight Bachelor) 서임[1]